# Kreuzfeldgraben
Der Kreuzfeldgraben ist ein Meliorationsgraben und orographisch linker Zufluss der Nuthe auf der Gemarkung der Stadt Luckenwalde sowie der Gemeinde Nuthe-Urstromtal im Landkreis Teltow-Fläming in Brandenburg.
Der Graben beginnt auf einer landwirtschaftlich genutzten Fläche, die sich östlich des Luckenwalder Wohnplatzes Neu Frankenfelde befindet. Von dort verläuft der Graben vorzugsweise in nordnordöstlicher Richtung auf einer Länge von rund 530 Metern. Anschließend schwenkt er in südsüdwestliche Richtung und entwässert, gemeinsam mit dem nördlich gelegenen Illichengraben, eine weitere, landwirtschaftlich genutzte Fläche. Nach rund 1,6 Kilometern schwenkt er in nordöstliche Richtung und unterquert die Bahnstrecke Berlin–Halle, die in diesem Bereich von Nordosten kommend in südwestlicher Richtung verläuft. Der Graben erreicht das Waldgebiet Bürgerbusch, das im nordöstlichen Teil der Stadt Luckenwalde in die Gemarkung von Nuthe-Urstromtal übergeht. Im dortigen Ortsteil Woltersdorf unterquert der Kreuzfeldgraben die Bahnhofstraße und entwässert schließlich in die Nuthe.